# Нова Прага
Нова Прага (до 1822 р. — Петриківка, Мурзинка, Петриківський зимівник) — селище в Україні, центр Новопразької селищної громади Олександрійського району Кіровоградської області.
Розташоване за 20 кілометрів від Олександрії, за 50 кілометрів від Кропивницького та за 14 км від залізничної станції Пантаївка (на лінії Знам'янка — П'ятихатки). Є центром Новопразької об'єднаної територіальної громади куди крім Новопразької селищної ради увійшли Шарівська сільська рада Олександрійського району та Пантазіївська сільська рада Знам'янського району.

## Географія
У селищі річки Мурзинка й Вакурина впадають у Бешку.

## Історія

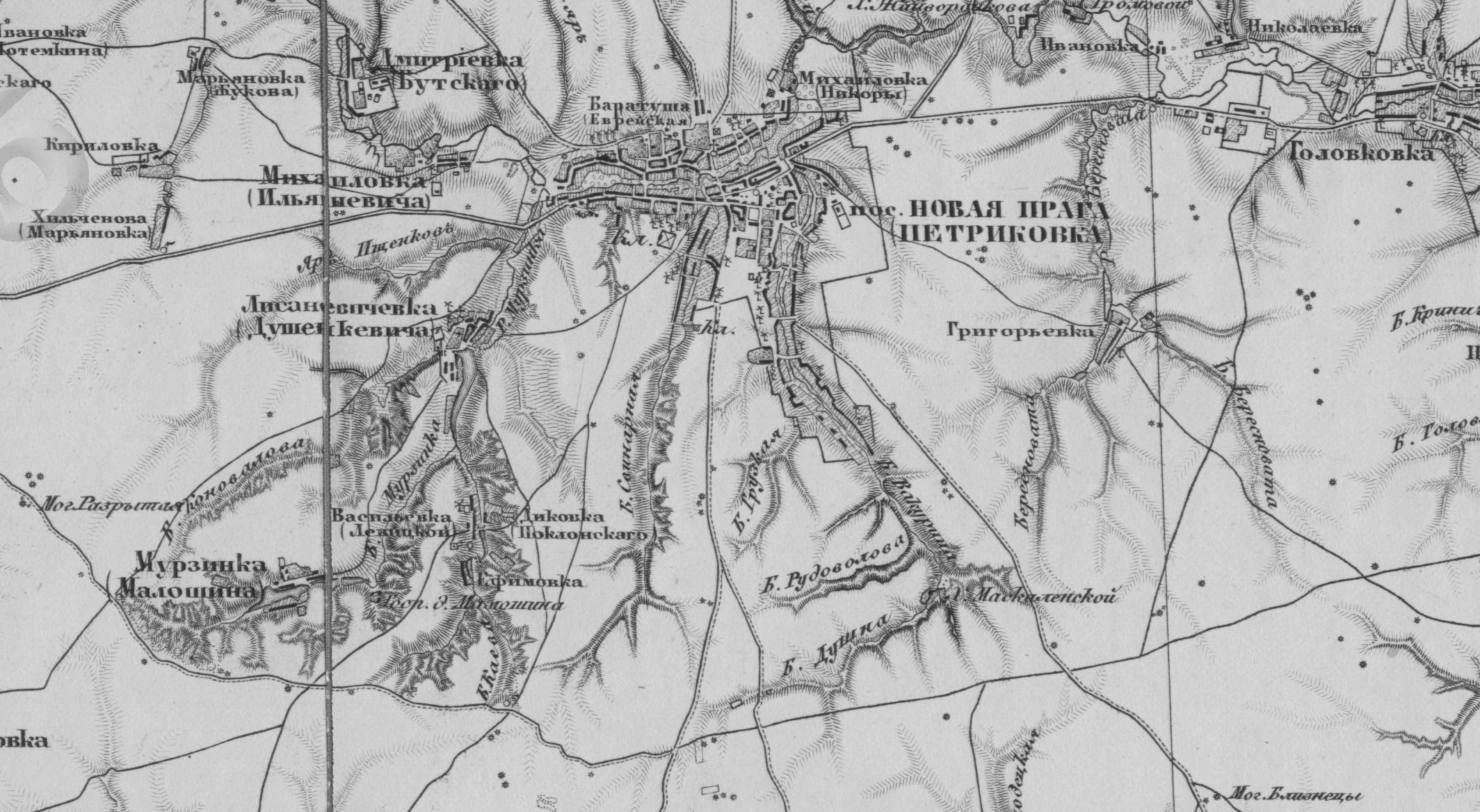
Нова Прага на триверстовій карті XIX століття

За козацьких часів на місці сучасної Нової Праги, на правому березі річки Свинарної на крутій горі знаходилась висока могила, що слугувала сигнальним постом. З неї по долині добре проглядалась територія майже до Чорного лісу, а також на південь і на північний схід.

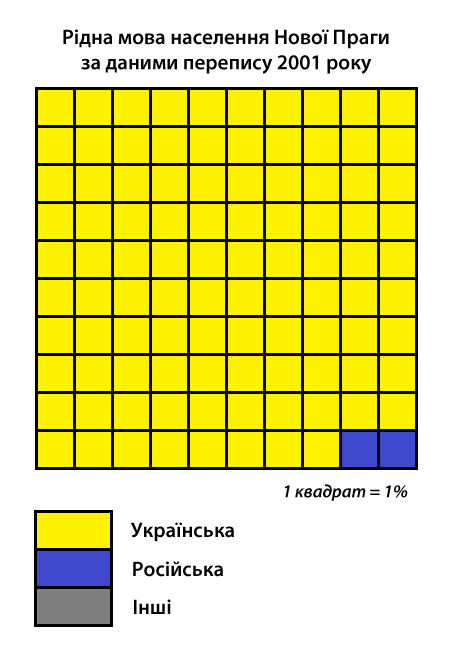
Рідна мова населення Нової Праги за даними перепису 2001 року

Перша назва Нової Праги — Петриківка, до того Петриківський зимівник. У першій чверті XVIII століття на правому березі річки Бешки — притоки Інгульця, оселився запорожець Петрик, відомий своїм бунтом проти гетьмана Мазепи і спробами разом із запорожцями в союзі з кримським ханом відділитися від Московії.
Поселення розросталося за рахунок втікачів: тут збиралися ті, хто прагнув волі та землі, або хотів зберегти вірність своїм релігійним переконанням — крім українців, це серби, чорногорці, а також колишні мешканці центральних губерній Росії, які з часом злилися з місцевим населенням.
У 1754-59 й 1761-64 під назвою Мурзинка входила до складу Новослобідського козацького полку.
1822 року Петриківка увійшла до складу аракчеївських військових поселень і була перейменована у Нову Прагу. Напевно, це пов'язано з тим, що тут тоді розмістився Празький полк, який під час війни з Наполеоном розбив великий загін французького війська. Сталося це під передмістям Варшави — Прагою. У степовій Україні, багато населених пунктів мають у своїх назвах слово «нова», «новий». Новомиргород, Новгородка, Новогеоргіївськ, Новоукраїнка, Новий Стародуб, Нова Каховка.

Письменник і журналіст Олег Хоменко пише: (рос.):
|  | Взяти саму назву їхнього селища - Нова Прага. Звідки у полинному краї понад Бешкою - Прага? Люди переказують, мовбито проїжджала колись мимо Катерина II і так їй тутешні місця сподобалися, що вигукнула вона, звертаючись до Потьомкіна? «Погляньте, князюшко, це мені чимось нагадує Прагу!» Тоді ніби і перейменували село, а потім селище, на Нову Прагу. Згадувалися такі ж анекдотичні небилиці про Охтирку і ту ж таки Катерину з її розчарованим: «Ох, дірка!..» Не вірилось Оксаничу в ті вигадані панством легенди. Гортав раритети в обласному й столичних архівах, занотовував, перевіряв відомості й докопався до суті. Виявилося, що у першій чверті вісімнадцятого століття їхнє селище вольний козак Петрик і нарік Петриківкою. Незговірливим із царськими чиновниками виявився козак, шапки перед ними не ламав і загребущих п'ястуків золотити не поспішав. За те й строчили на нього супліки, а невзабарі перетворили село на воїнський посад і поставили полк драгунів. Його кам'яниці є й дотепер. Ну, а там — війна з Бонапартом. Визволяв полк під орудою полковника Беха чеську столицю, вкрив славою бойові знамена і в пам'ять про те стало село Новою Прагою. |

За даними Олега Хоменка, у колекції старовинної зброї в маєтку графів Шувалових-Дашкових поблизу Нової Праги зберігалася шабля Наполеона Бонапарта з написом на клинкові: «Першому консулові Французької республіки Наполеону Бонапарту». Переможеного імператора перед відплиттям у довічне вигнання супроводжував ад'ютант російського царя Олександра І граф Павло Шувалов. І, перед тим, як зійти на корабель, Бонапарт відчепив свою шаблю і подарував молодому графові. Згодом шабля перейшла у спадок родичам графа. Після 1917 року графський арсенал було розграбовано. Звідти Наполеонова шабля потрапила до більшовика Штанька, від нього перейшла до начальника Новопразької міліції Алексеєва, і лише тоді була атрибутована. Зараз вона перебуває в колекції Державного історичного музею в Москві.
Станом на 1886 рік у посаді, центрі Новопразької волості Олександрійського повіту Херсонської губернії, мешкало 7214 осіб, налічувалось 1266 дворових господарств, існувала православна церква.
За історичним описом 1894 р.(рос.):
| Нова Прага (Петриківка) — посад Олександрійського повіту Херсонської губернії, біля річки Бешка. Заснований у першій половині XVIII ст.; з 1822 р. — військове поселення малоросійського кірасирського полку. Дворів 1372, жителів 8671. Церква, школа, лікарня; 5 ярмарків, лісові склади, паровий млин з оборотом у 100 тис. руб. Спрощене міське управління; доходів 12994 руб., видатків 10399 (1893 р.), у тому числі на утримання міського управління 2650 руб., на навчальні заклади 1041 руб. Міського капіталу 2134 руб., боргу 1000 руб., міщанського продовольчого капіталу 1518 руб.Оригінальний текст (рос.) Новая Прага (Петриковка) — посад Александрийского уезда Херсонской губернии, при речке Бешке. Основан в первой половине XVIII в.; с 1822 г. — военное поселение малороссийского кирасирского полка. Дворов 1372, жителей 8671. Церковь, школа, больница; 5 ярмарок, лесные склады, паровая мельница с оборотом в 100 тыс. руб. Упрощенное городское управление; доходов 12994 руб., расходов 10399 (1893 г.), у том числе на содержание городского управления 2650 руб., на учебная заведения 1041 руб. Городского капитала 2134 руб., долга 1000 руб., мещанского продовольственного капитала 1518 руб. |

## Населення
У січні 1989 року чисельність населення становила 8160 осіб}.
Станом на 1 січня 2013 року чисельність населення становила 7139 осіб.

### Мова
Розподіл населення за рідною мовою за даними перепису 2001 року:
| Мова            | Кількість | Відсоток |
| --------------- | --------- | -------- |
| українська      | 7610      | 97.56%   |
| російська       | 164       | 2.09%    |
| білоруська      | 10        | 0.13%    |
| румунська       | 10        | 0.13%    |
| вірменська      | 2         | 0.03%    |
| угорська        | 2         | 0.03%    |
| інші/не вказали | 2         | 0.03%    |
| Усього          | 7800      | 100%     |

## Відомі люди
- Балаханов Дмитро Олександрович (1904—1939) — батальйонний комісар, Герой Радянського Союзу.
- Бондаренко Іван Максимович (1918-?) — командир стрілецького батальйону, Герой Радянського Союзу.
- Бузанов Іван Феоктистович (1903—1984) — фізіолог рослин, дійсний член ВАСГНІЛ.
- Громовий Віктор Володимирович (1963) — директор гімназії ім. Тараса Шевченка м. Кіровограда (1992—2005), Заслужений вчитель України, депутат обласної ради трьох скликань, автор 7 книг і понад 500 статей.
- Зайцев Степан Іванович — радянський розвідник, генерал-майор.
- Заруба Юрій Володимирович (1914—1973) — український письменник, дипломат, організатор кіновиробництва. Член Спілки письменників України. Начальник Відділу преси Міністерства закордонних справ Української РСР.
- Озеров Максим Петрович (1988—2014) — старший солдат Збройних сил України, учасник російсько-української війни.
- Турчин Василь Федорович (нар. 1922 — † 1980) — Герой Радянського Союзу
- Оксанич Федір Федорович (1914—1997) — Заслужений учитель України, краєзнавець, директор Новопразької середньої школи (1944—1974), автор книг: «У тісному зв'язку з життям», збірка з досвіду трудового навчання і профорієнтації учнів (1969), «Нова Прага — селище хліборобів» (1987), «В боях за рідну землю» (1987), нагороджений орденами Леніна, Трудового Червоного Прапора.
- Петров Микола Гаврилович (1923) — український письменник.
- Плотнір Федір Миколайович (1918—2011) — краєзнавець, літописець Нової Праги, «Петриківські бувальщини» (2000), «Новопразький літопис» (2002), «Наші земляки» (2004), лауреат обласної краєзнавчої премії ім. В. Ястребова.
- Пойда Артем Володимирович (1994—2015) — молодший сержант Збройних сил України, учасник російсько-української війни.
- Попельницький Олексій Захарович (1850—1929) — український публіцист і бібліофіл.
- Честахівський Григорій (1816—1893) — український художник, товариш Тараса Шевченка, ініціатор поховання поета на Чернечій горі біля Канева.

## У мистецтві
Олег Хоменко. Документальне оповідання «Літописець» із циклу «Там, вдалині, синій птах» (1987).

## Галерея

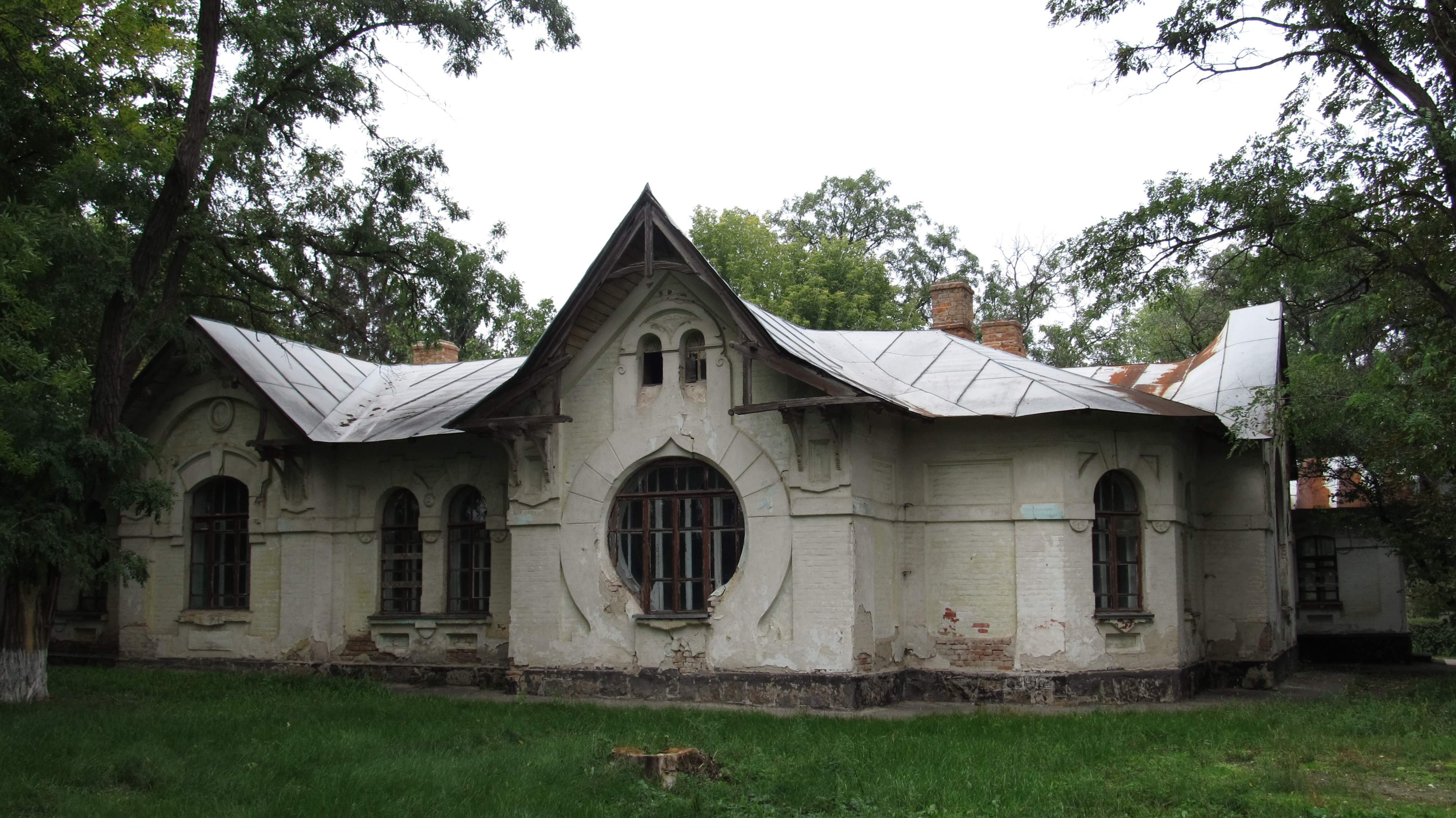
Нова Прага. Лікарня доби сецесії
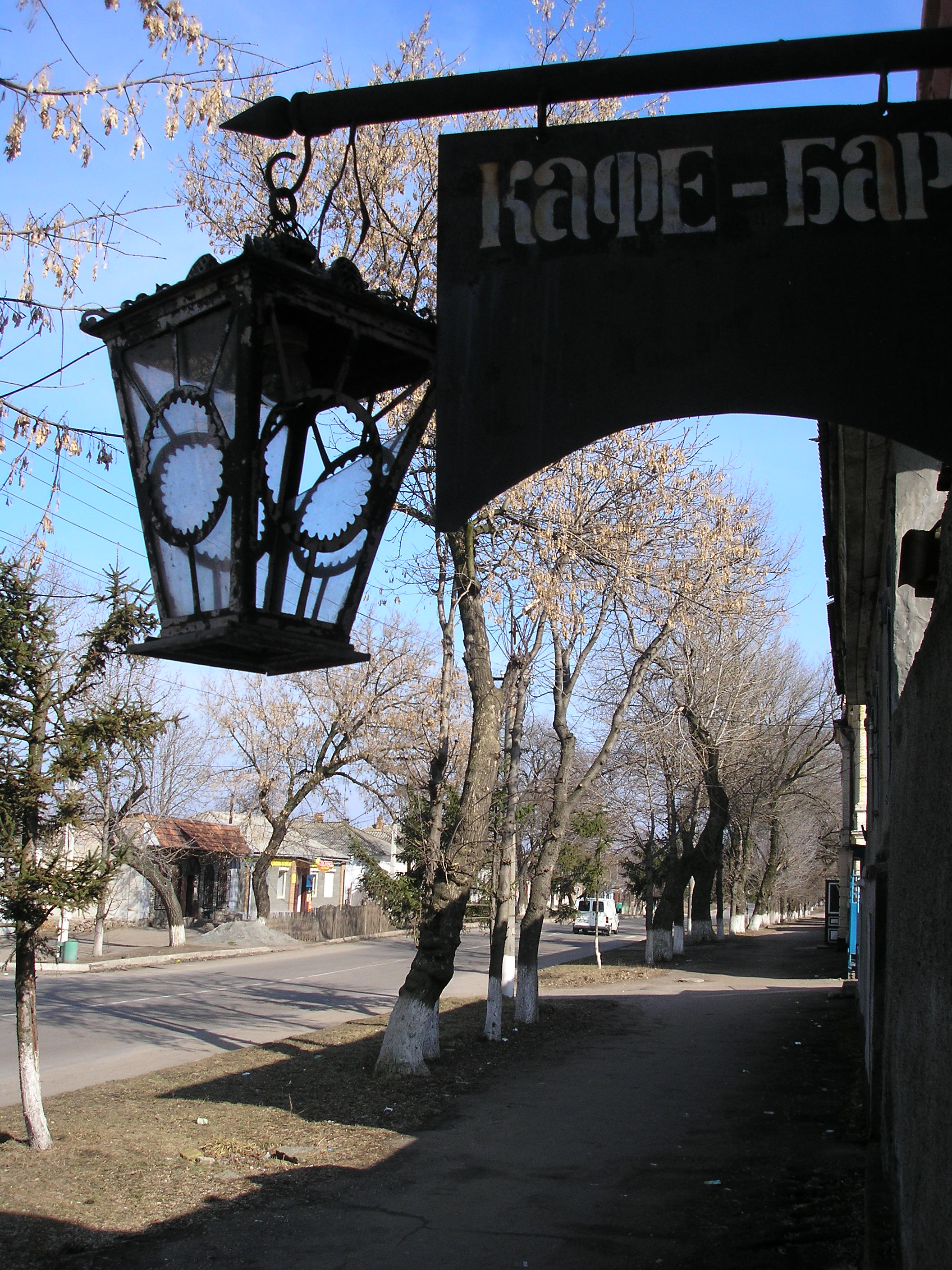
Нова Прага. Центральна вулиця селища
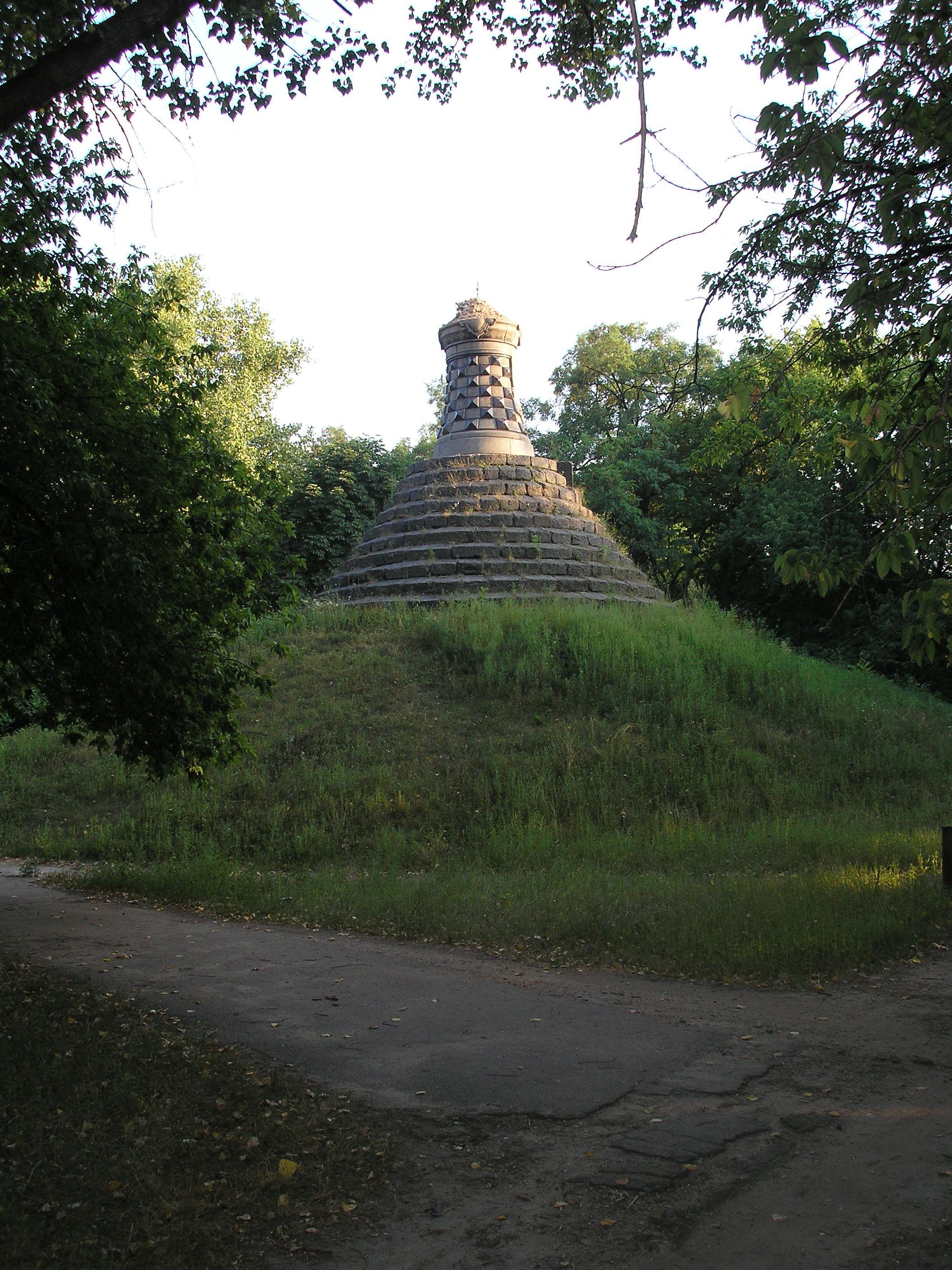
Нова Прага. Пам'ятник на честь маневрів російської армії і приїзду російського імператора, що відбувалися поблизу Нової Праги у 1888 році. Закладений у 1888, відкритий у 1893 році. Архітектор - О. Бернардацці.
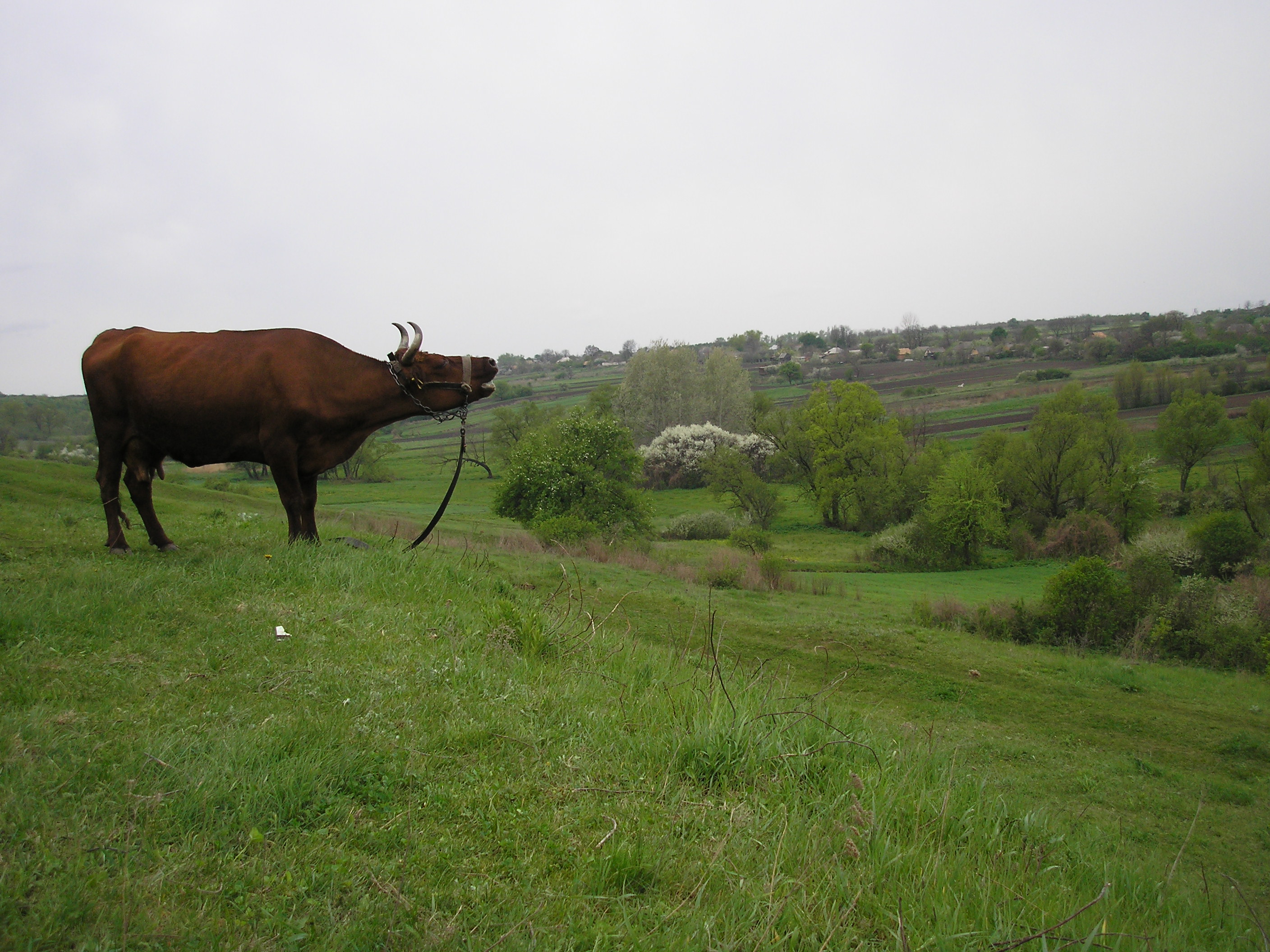
Нова Прага. Балка Свинарна